# Лахва гето
Гетто Лахва (або Лахва) — нацистське гетто в Західній Білорусі під час Другої світової війни. Розташоване у Лахві, Польща (нині Лахва в Білорусі). Гетто було створено з метою переслідування та експлуатації місцевих євреїв. Гетто проіснувало до вересня 1942 року. Тут відбулося одне з перших повстань у єврейському гетто.

## Предумови
Перші євреї оселилися в Лахві, Короні Королівства Польського, після повстання Хмельницького (1648–1650). У 1795 р. в Лахві було 157 громадян євреїв-податників; вже більшість його мешканців. Основними джерелами прибутку були торгівля сільськогосподарськими продуктами та рибальство, розширилося виробництво м'яса та воску, пошиття одягу та транспортні послуги. Через кілька десятиліть після поділу Польщі Росією, Пруссією та Австрією залізнична лінія Вільно – Лунінець – Рівне подовжилася до Лахви, допомагаючи місцевій економіці протистояти спаду. У 1897 році в містечку було 1057 євреїв.
Після утворення Другої польської республіки після Першої світової війни в 1918 році Лахва увійшла до складу Поліського воєводства на східних кордонах Польщі. Згідно з польським переписом населення 1921 року, 33 відсотки населення Лахви становили євреї. Елізер Ліхтенштейн був останнім рабином перед радянським вторгненням до Польщі в 1939 році. Після радянсько-німецького вторгнення до Польщі Лахва була анексована Радянським Союзом і увійшла до складу Білоруської РСР.

## Історія гето

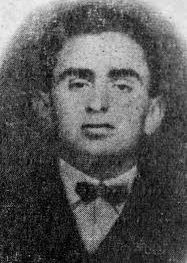
Дов-Берл Лопатін

22 червня 1941 року Німеччина напала на Радянський Союз під час операції «Барбаросса». Через два тижні, 8 липня 1941 року, німецький Вермахт захопив місто. Німці заснували юденрат на чолі з колишнім лідером сіоністів Dov-Berl Lopatin. Поліція заарештувала рабина Хаїма Залмана Ошеровіца. Його звільнили пізніше, лише після сплати великого викупу.

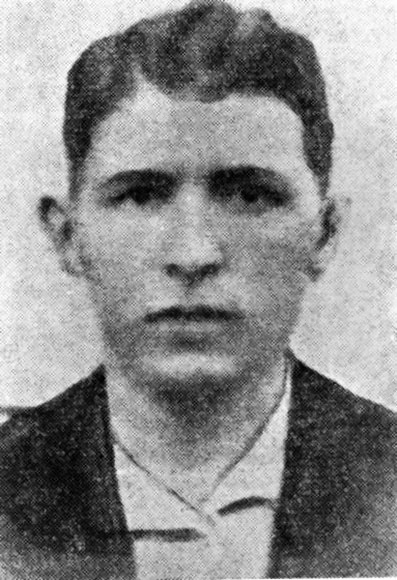
Іцхак Рохчин (або Іцхак Рохчин), керівник підпілля гетто Лахва, командир повстання.

## Повстання і різанина
Звістка про масові вбивства євреїв, вчинені по всьому регіону німецькою айнзацгрупою B, незабаром дійшла до Лахви. Єврейська молодь організувала підпільний опір під керівництвом Іцхака Рохчина (також пишеться Іцхак Рохчин або Іцхак Рохчін), керівник місцевої групи Бейтар. За сприяння юденрату підпільникам вдалося накопичити сокири, ножі та залізні прути, хоча спроби зберегти вогнепальну зброю були здебільшого безуспішними.
У серпні 1942 року євреї в Лахві знали, що сусідні гетто в Лунінці (Лунинець) і Мікашевичах (нині Мікашевичі, Білорусь) були ліквідовані. 2 вересня 1942 року місцеве населення було повідомлено, що деяким селянам, викликаним нацистами, було наказано викопати великі ями неподалік від міста. Пізніше того ж дня 150 німецьких військ із загону вбивць айнзацгрупи разом із 200 білоруськими та українськими допоміжними солдатами оточили гетто. Рохчин і підпільники опівночі хотіли напасти на огорожу гетто, щоб дати можливість населенню втекти, але інші відмовилися кинути старих і дітей. Лопатін попросив відкласти атаку до ранку.
3 вересня 1942 року німці повідомили Дову Лопатіну про ліквідацію гетто і наказали мешканцям гетто зібратися для «переселення». Щоб забезпечити співпрацю лідерів гетто, німці пообіцяли, що члени юденрату, лікар гетто та 30 робітників (яких Лопатін міг вибрати особисто) будуть пощадені. Лопатін відмовився від пропозиції, нібито відповівши: «Або ми всі живі, або всі помремо».
Коли німці увійшли до гетто, Лопатін підпалив штаб юденрату, що стало сигналом до початку повстання.  Також були підпалені інші будівлі. Підпільники гетто нападали на німців, коли вони входили в гетто, використовуючи сокири, палиці, коктейлі Молотова та голі руки. Вважається, що ця битва стала першим повстанням у гетто війни. Приблизно 650 євреїв було вбито в боях або в полум’ї, ще близько 500 було вивезено до ям і розстріляно. Також загинули шість німецьких солдатів і вісім німецьких і українських (або білоруських) поліцаїв. Огорожу гетто було зламано, і близько 1000 євреїв змогли втекти, з яких близько 600 змогли сховатися на Припецьких болотах. Рохчина застрелили, коли він стрибнув у річку Смерць, після того, як убив сокирою по голові німецького солдата. Хоча приблизно 120 втікачів змогли приєднатися до радянських партизанських загонів, більшість інших врешті-решт вистежили та вбили. Близько 90 мешканців гетто пережили війну. Дов Лопатін пішов у партизанський загін і загинув 21 лютого 1944 року від розірвання міни.

## Наслідки

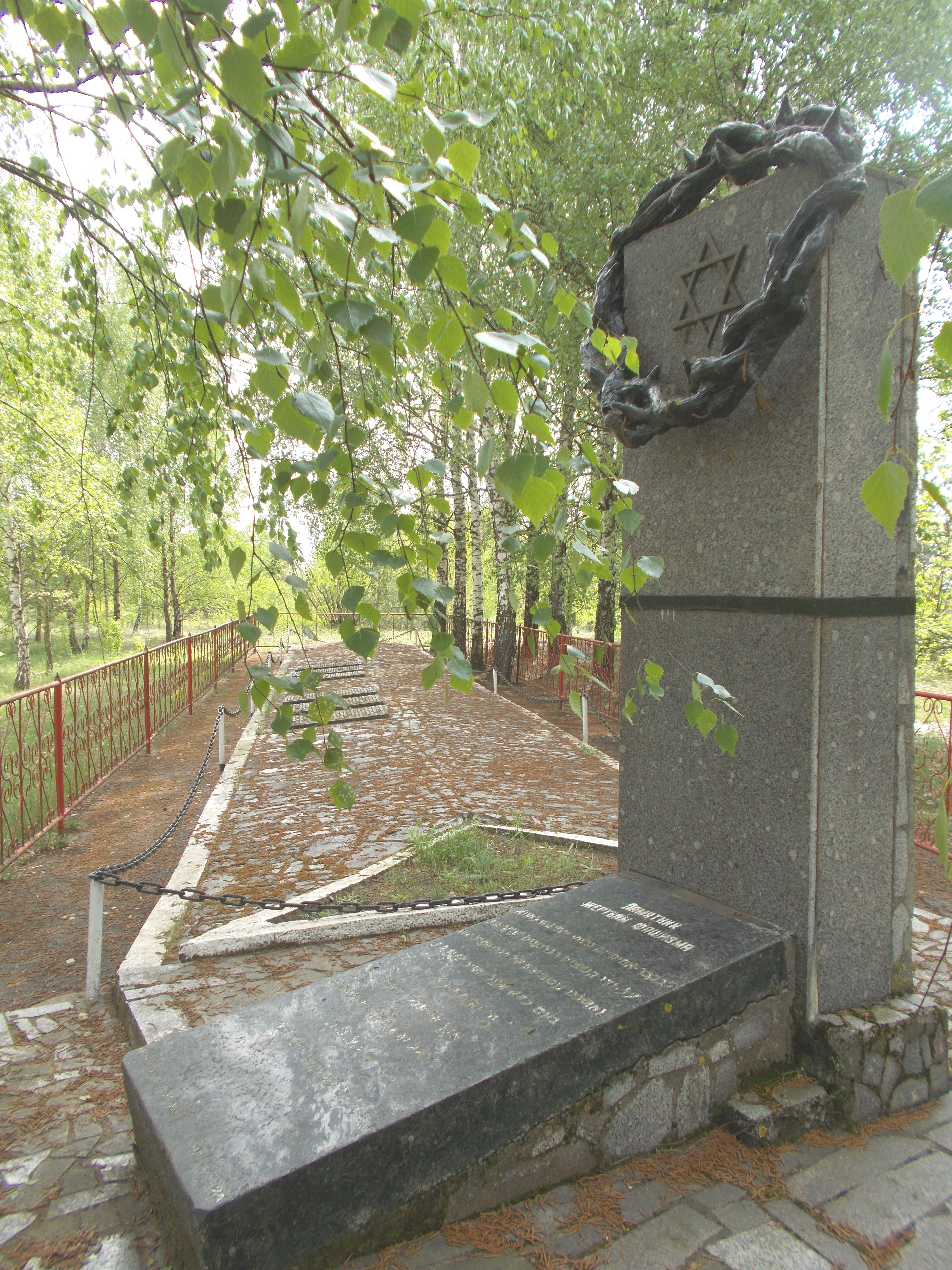

Червона Армія під час операції «Багратіон» дійшла до Лахви в середині липня 1944 року. Єврейська громада так і не була відновлена. Після розпаду Радянського Союзу в 1991 році Лахва була одним із менших міст Лунінецького району Брестської області суверенної Білорусі.